# Remijia hirsuta
Remijia hirsuta är en måreväxtart som beskrevs av Dimitri Sucre Benjamin. Remijia hirsuta ingår i släktet Remijia och familjen måreväxter. Inga underarter finns listade i Catalogue of Life.